# Ducado de Bailén
El ducado de Bailén, es un título nobiliario español, con grandeza de España, otorgado el 12 de junio de 1833 por el rey Fernando VII, y con carácter vitalicio, a Francisco Javier Castaños y Aragorri, capitán general de los Reales Ejércitos Españoles y futuro tutor de la reina Isabel II.
El título hace referencia al municipio de Bailén, en la provincia de Jaén (España).

## Historia
El general Francisco Javier Castaños se distinguió principalmente en la Guerra de la Independencia Española y muy especialmente en la batalla de Bailén, que se libró en julio de 1808 y en la que derrotó al general francés Dupont, que estaba al frente del ejército del emperador Napoleón I. Después de esa derrota, el rey José Bonaparte abandonó España.
Aunque el título de duque de Bailén fue concedido vitaliciamente por Fernando VII, la reina Isabel II lo convirtió en perpetuo y hereditario el 31 de mayo de 1847. En 21 de junio de 1957, se cambió la denominación del título a ducado de Bailén-Castaños pero el 8 de junio de 1978, volvió a la denominación original (duque de Bailén).

## Duques de Bailén

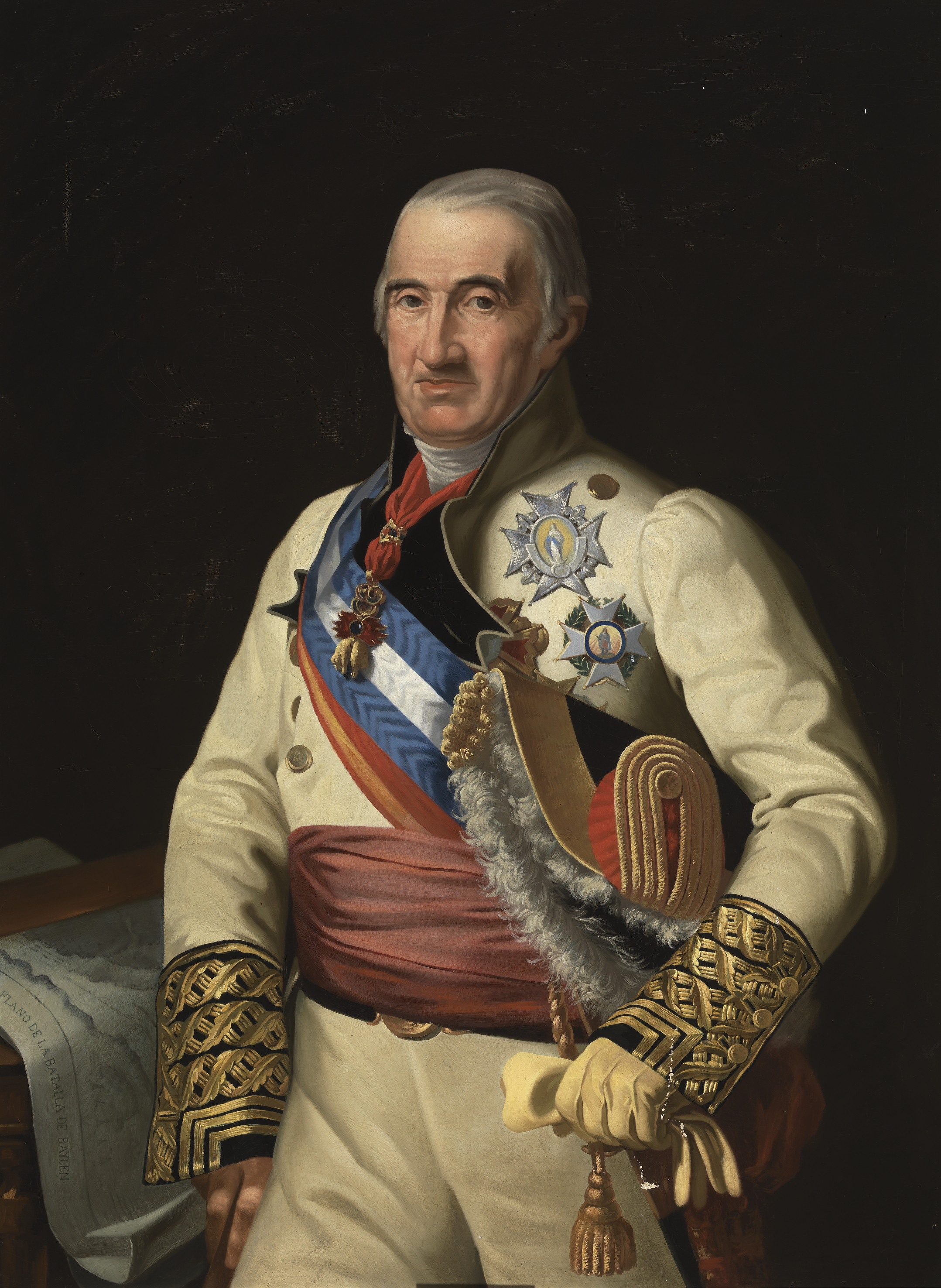
Francisco Javier Castaños, primer duque de Bailén. José María Galván. (Museo del Prado)

|                                     | Titular                                                   | Periodo                             |                                     |
| Creación por Fernando VII de España | Creación por Fernando VII de España                       | Creación por Fernando VII de España | Creación por Fernando VII de España |
| ----------------------------------- | --------------------------------------------------------- | ----------------------------------- | ----------------------------------- |
| I                                   | Francisco Javier Castaños y Aragorri                      | 1833-1852                           |                                     |
| II                                  | Luis Carondelet Castaños                                  | 1852-1869                           |                                     |
| III                                 | Eduardo de Carondelet y Donado                            | 1870-1882                           |                                     |
| IV                                  | María de la Encarnación Fernández de Córdoba y Carondelet | 1883-1923                           |                                     |
| V                                   | José María Cavero y Goicoerrotea                          | 1925-1970                           |                                     |
| VI                                  | Juan Manuel Cavero de Carondelet y Bally                  | 1971-2013                           |                                     |
| VII                                 | Francisco Javier Cavero de Carondelet y Christou          | 2014-actual titular                 |                                     |

## Historia de los Duques de Bailén

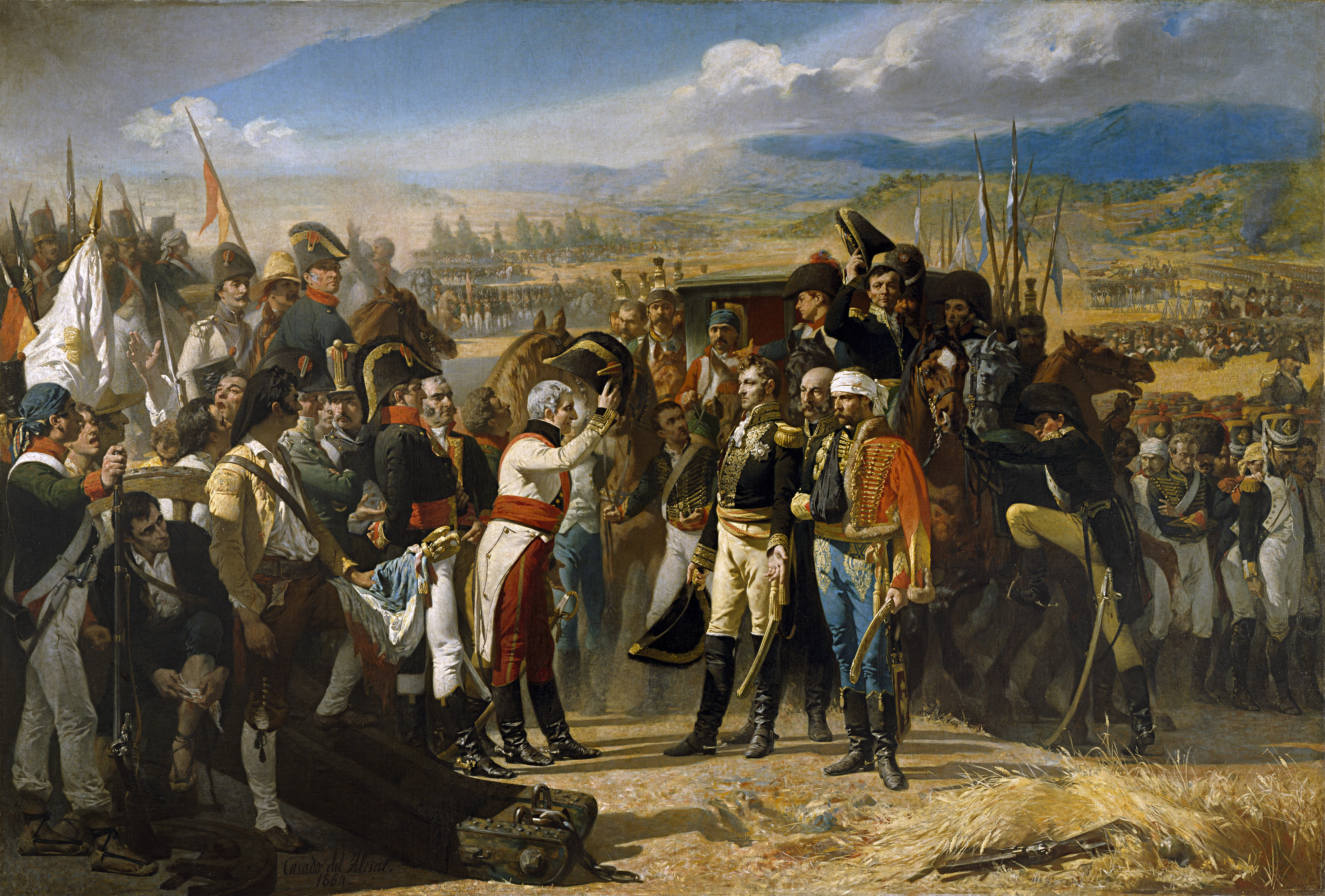
La rendición del General Dupont en Bailén ante el General Castaños

- Francisco Javier Castaños y Aragorri (1756-24 de septiembre de 1852), I duque de Bailén,[4] no llegó a tener descendencia directa y, por tanto, a su muerte el ducado recayó en un sobrino, hijo de su hermana María de la Concepción, que le sucedió en 16 de noviembre de 1852.[1]

- Luis Carondelet Castaños (1787-3 de noviembre de 1869), II duque de Bailén,[4]  VI barón de Carondelet (heredado de su padre), Jefe Superior de Palacio de Isabel II y senador.[4]

Contrajo matrimonio, el 7 de mayo de 1813, con María Gertrudis Donado y García. En 20 de abril de 1870, le sucedió su hijo:
- Eduardo Carondelet y Donado (1820-18 de abril de 1882), III duque de Bailén[4] y VII barón de Carondelet. Sería también creado I marqués de Portugalete el 4 de junio de 1851, y su título flamenco de barón de Carondelet sería reconocido con validez española el 21 de noviembre de 1870.

Casó, el 29 de octubre de 1850, con María Dolores Collado y Echagüe. Sin descendencia, le sucedió su sobrina en 26 de febrero de 1883:
- María de la Encarnación Fernández de Córdoba y Carondelet (1862-31 de mayo de 1923), IV duquesa de Bailén,[4] XII marquesa de Mirabel y IX condesa de Berantevilla. Era hija de Pedro de Alcántara Fernández de Córdoba y Álvarez de las Asturias-Bohorques, XI marqués de Mirabel y VIII conde de Berantevilla y de Matilde de Carandolet y Donado, hermana del III duque de Bailén.

Casó, el 20 de mayo de 1882, con Manuel María González de Castejón y Elío y de nuevo, al no existir descendencia, el ducado recayó en su sobrino que le sucedió el 16 de marzo de 1925:
- José María Cavero y Goicoerrotea (1895-16 de mayo de 1970), V duque de Bailén, IV marqués de Portugalete, ministro plenipotenciario y académico de jurisprudencia.[4] Era hijo de María Asunción de Goicoerrotea y Carondelet —hija, a su vez, de María Sofía Carondelet y Donado, II marquesa de Portugalete y hermana del III duque de Bailén —, y de Ángel Tomás Cavero y Urzaiz.

Casó, en primeras nupcias, el 2 de febrero de 1925, con Ivette Cristina de Bally y Losco (m. 1986). Contrajo un segundo matrimonio con María del Patrocinio Crespí de Valldaura y Cavero, X condesa de Sobradiel,  I baronesa de la Joyosa-Guarda. Sin descendientes de este matrimonio, por lo que en ambos títulos sucedieron los familiares de ella. En el ducado, en 19 de noviembre de 1971, le sucedió su hijo del primer matrimonio:
- Juan Manuel Cavero de Carondelet y Bally (1927-2013), VI duque de Bailén[4][5] y V marqués de Portugalete.

Casó con Marta María Christou y Finiefs.  En 20 de mayo de 2014, le sucedió su hijo:
- Francisco Javier Cavero de Carondelet y Christou (n. en 1952), VII duque de Bailén[1][6] y VI marqués de Portugalete.

Estuvo casado con Piedad Aguirre y Gil de Biedma, de quien se divorció, hermana de Esperanza Aguirre.